# Porcelana Nabeshima
Porcelana Nabeshima (鍋島焼, Nabeshima-yaki)

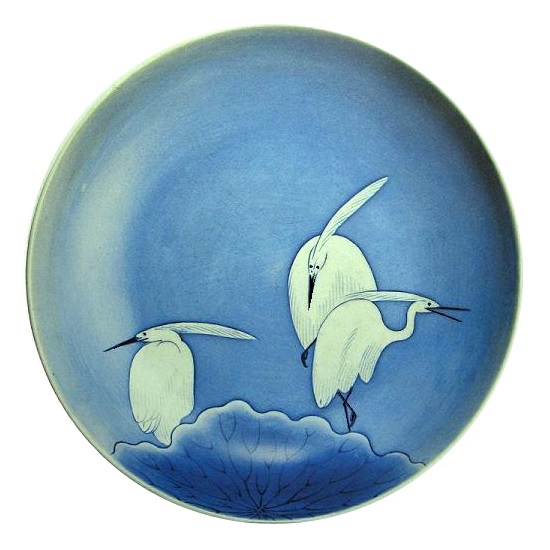
Cerâmica Nabeshima: prato grande com desenho de garça, c. 1690–1710 (Patrimônio cultural japonês)

é um tipo de cerâmica Japonesa, excepcionalmente de alta qualidade, de porcelana Arita. As porcelanas foram produzidas no período Edo pelo clã Nabeshima do Domínio Saga, para o uso e lucro pessoal.
A produção iniciou-se por volta de 1628 e provinha de diferentes fornos: o de Iwayagawachi produziu, de 1628 a 1661, porcelanas pintadas de azul e branco sob verniz; o de Nangawa, de 1661 a 1675, produziu policromos e peças em azul e branco; e o de Okawachi, de 1675 a 1871, produziu porcelanas do mesmo tipo, mas de melhor qualidade.
Os ceramistas eram trazidos da Coreia por Nabeshima Naoshige, e os maiores ceramistas que trabalharam nos fornos de Nabeshima foram os da família Soeda. Em particular, a tradição da cerâmica Nabeshima foi renovada no século XIX por Imaizumi Imaemon, 13.º descendente da linhagem de Soeda Kizaemon.
Ao contrário da maioria das cerâmicas Arita, os desenhos se baseavam em tradições japonesas em vez das tradições chinesas e são, muitas vezes, marcados por um uso livre do espaço vazio. Muitas das cerâmicas eram pratos de comida feitos em grupos de cinco, com um pé alto. Estes seguiram a forma de pratos em madeira lacada, que até então eram os pratos de jantar preferidos pela aristocracia. O próprio clã Nabeshima usava-os e deu-os a outros senhores feudais como presentes de prestígio. Até o período Meiji, poucas cerâmicas foram exportadas.
Uma variedade de desenhos e modelos é utilizada, que vai do abstrato ao representacional. Desenhos baseados em animais e vegetais são populares, e desenhos mostrando três frascos estampados são um caráter particular da porcelana Nabeshima.
A técnica também difere de outras técnicas de porcelana japonesa, pois os contornos das decorações principais são aplicados em azul sob verniz e completados com desenhos de cores transparentes sobre verniz, em vermelho, azul-esverdeado ou amarelo.

## Galeria

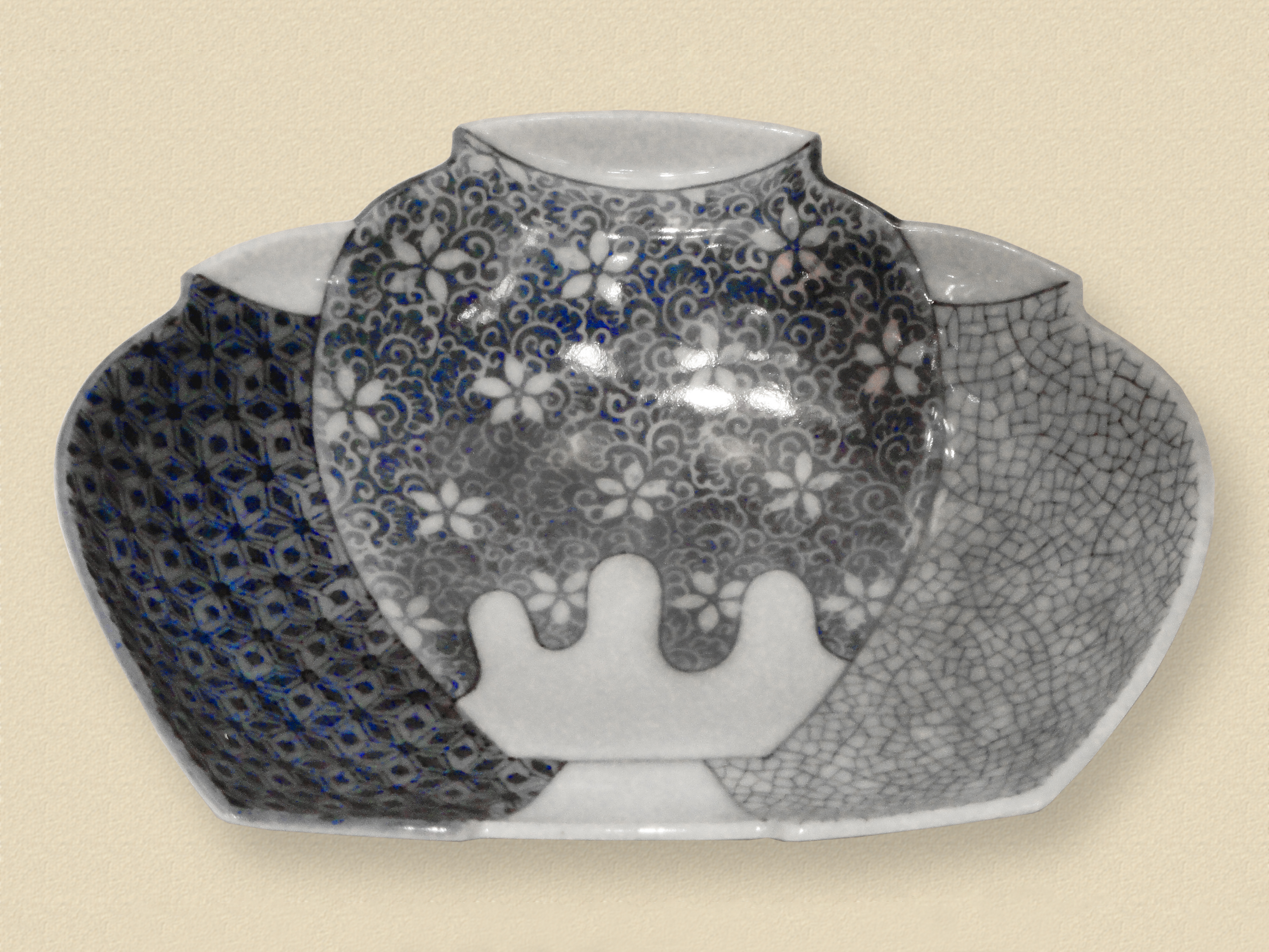
Prato em forma de jarro. Fornos de Okawachi em Arita, c. 1680-1720.
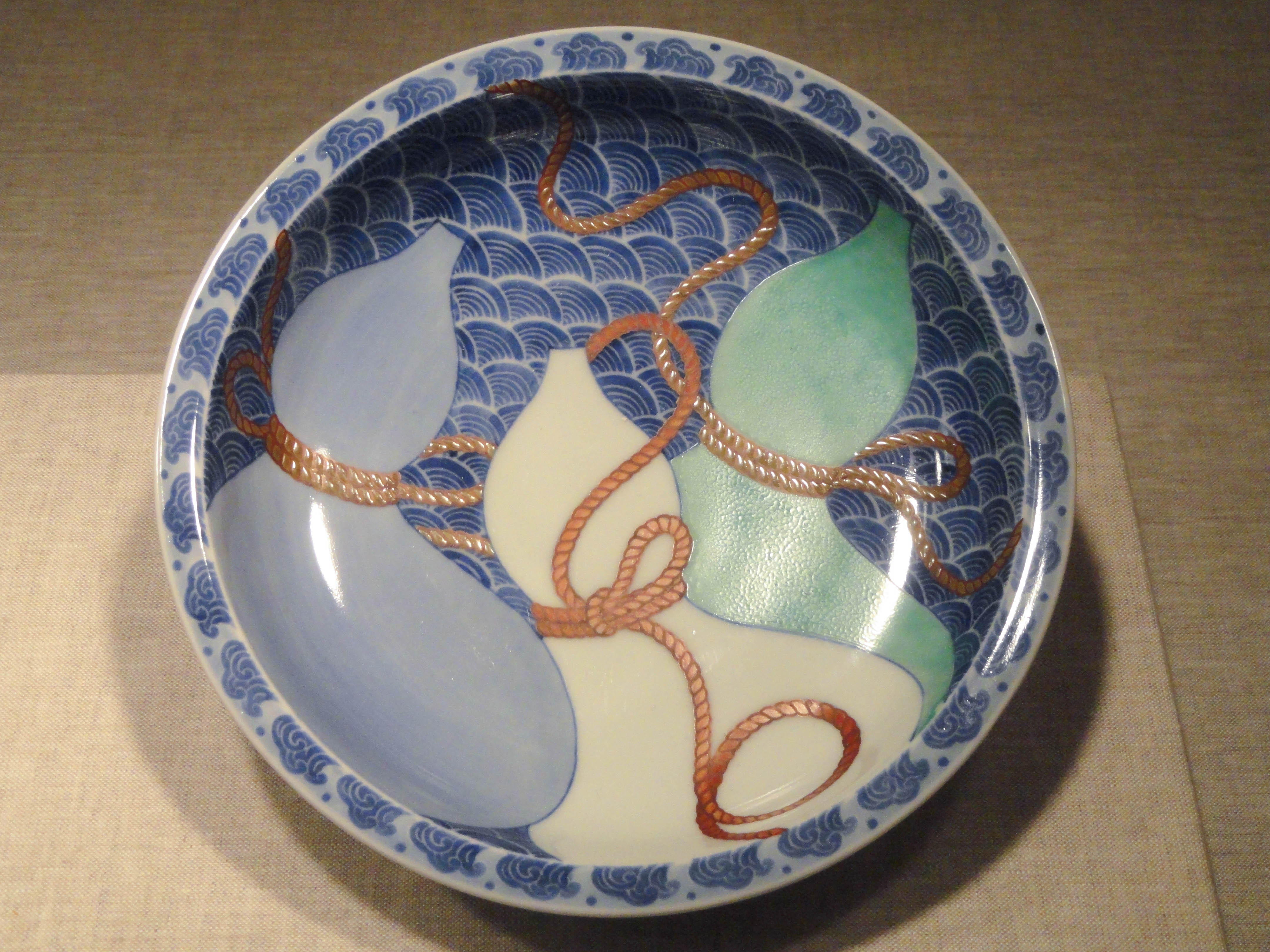
Prato do século XVIII.
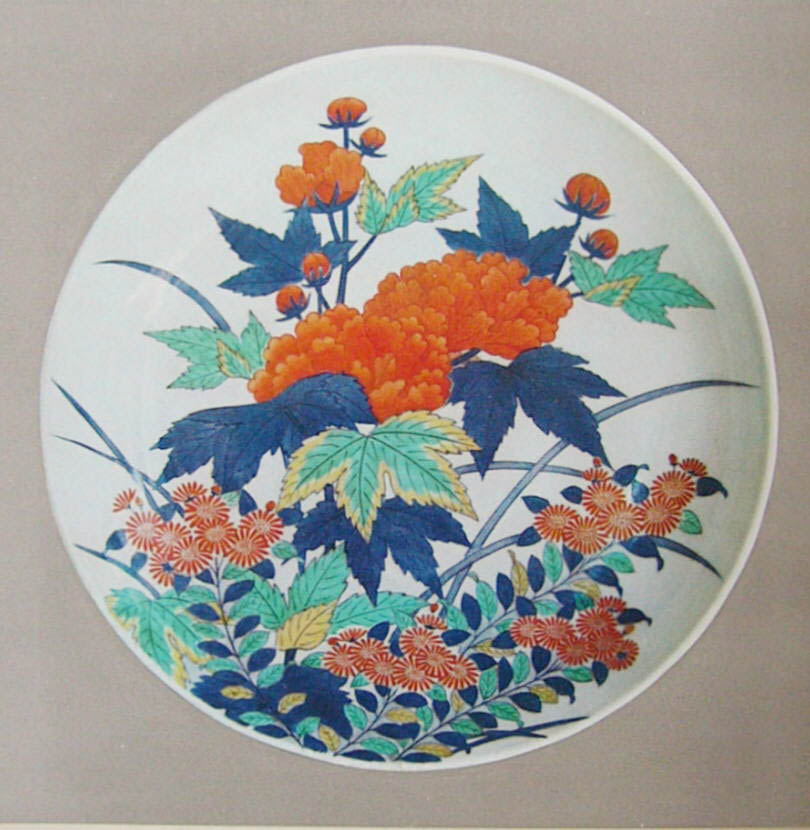
Prato Nabeshima com desenho floral no estilo Kakiemon, Arita, final do século XVII, período Edo.